# 림정화
림정화는 조선민주주의인민공화국의 탁구 선수였다. 1982년 인도 뉴델리 아시안게임에서 복식 동메달을 획득하였다.